# Charkowskie Muzeum Morskie
Charkowskie Muzeum Morskie – muzeum szkutnictwa i żeglugi morskiej, otwarte w Charkowie w 2009 roku. Znajduje się w centrum miasta w DK "Milicji".

## Kolekcja
Postawą ekspozycji są zbiory Oleksandra Jakymenki, które kolekcjonował przez kilka dekad. Zbiory obejmują m.in. modele statków, przyrządy nawigacyjne, ryciny, mapy oraz dokumenty. Oprócz modeli statków, większość eksponatów można wziąć do ręki.